# All Apologies
Singles de Nirvana
Heart-Shaped Box
(1993) Pennyroyal Tea
(1994)
Pistes de In Utero
Tourette's
(11)
All Apologies est une chanson du groupe de grunge américain Nirvana, écrite par son leader Kurt Cobain. Sortie le 6 décembre 1993, elle est publiée en tant que single double face A de leur troisième album In Utero, avec la chanson Rape Me. All Apologies atteint la 32e place de l'UK Singles Chart.
All apologies a été placée en dernier single de In Utero pour conclure l'album avec une note moins sombre, en effet, une grande partie des chansons de l'album traitent du mal-être, du suicide, des maladies et problèmes du chanteur, or cette chanson traite plutôt d'une vie de couple et de famille heureuse, pour finir la chanson, on entend Kurt Cobain dire une vingtaine de fois « all in all is all we are » soit : « dans l'ensemble c'est tout ce que nous sommes » ce qui symbolise bien un amour familial.
Kurt Cobain avait initialement voulu un clip pour cette chanson or Anton Corbijn (producteur du clip de Heart-Shaped Box) a refusé car il ne voulait pas gâcher la qualité du clip de Heart-Shaped Box qu'il jugeait comme un chef-d'œuvre.
All Apologies a par ailleurs été nommée pour le Grammy Award de la « Meilleure performance rock par un duo ou un groupe avec chant » (Best Rock Performance by a Duo or Group with Vocal) en 1995. Le magazine New Musical Express la classe en 3e position dans sa liste des 20 meilleures chansons de Nirvana. Elle figure à la 5e place du classement des 10 meilleures chansons du groupe établi par PopMatters, pour qui elle est « basée autour d'un riff sublime en Drop D » et « renonce au tumulte et à l'agression pour le calme et la résignation ». En 2014, Slant Magazine la classe en 1re position de sa liste des 15 meilleures chansons de Nirvana, évoquant un « passage vers l'âme d'un dieu du rock qui ne se croyait pas digne de son siège, un chant du cygne approprié et peut-être, le mea culpa le plus triste et le moins justifié de tous les temps ». La même année, Stereogum la classe en 1re position d'une liste des 10 meilleures chansons de Nirvana, affirmant qu'elle est « l'une des chansons du groupe dont les paroles sont les plus simples et révélatrices à la fois » et que sa version acoustique sur MTV est destinée à rester comme « l'image emblématique qui accompagne la légende » de Kurt Cobain.
All Apologies est sélectionnée par le Rock and Roll Hall of Fame pour faire partie de la liste des 660 « chansons qui ont façonné le rock 'n' roll ».
Officiellement sortie avec l’album In Utero, All Apologies a pourtant été jouée durant le Live at Reading en 1992.

## Liste des pistes
1. All Apologies
2. Rape Me
3. Moist Vagina